# Franziska Hofmann
Franziska Hofmann (* 27. März 1994 in Frankenberg/Sa.) ist eine deutsche Leichtathletin, die sich auf den Hürdenlauf spezialisiert hat.

## Berufsweg
Hofmann ist Polizeimeisteranwärterin bei der Bundespolizei.

## Sportliche Karriere
Sportlich versuchte sie sich zunächst im Rollkunstlauf, bevor sie mit neun Jahren zur Leichtathletik bei der LG Mittweida kam und gleich einen Sprintpokal gewann. In den Sportverein war sie auf Anraten ihrer Lehrerin gegangen, da sie beim Sportunterricht in der Grundschule immer die Beste war.
Mit den Jahren entwickelte sie sich zu einer konstant erfolgreichen Hürdenläuferin, was ihr einen Platz im Perspektivkader des Deutschen Leichtathletik-Verbandes (DLV) verschaffte.

## Vereinszugehörigkeiten
Hofmann startet für den LAC Erdgas Chemnitz und war zuvor bei der LG Mittweida.

## Bestleistungen
(Stand: 8. Juli 2017)
| Halle               |            |         |            |          |
| 60 m                |            | 7,65 s  | 04.01.2014 | Chemnitz |
| 60 m Hürden (83,8)  |            | 8,12 s  | 20.02.2016 | Chemnitz |
| Freiluft            |            |         |            |          |
| 100 m Hürden (76,2) | (+0,4 m/s) | 13,76 s | 06.08.2010 | Ulm      |
| 100 m Hürden (83,8) | (+2,0 m/s) | 12,87 s | 26.07.2014 | Ulm      |

## Erfolge
national
- 2010: 3. Platz Deutsche U20-Hallenmeisterschaften (60 m Hürden)
- 2010: Deutsche Jugendmeisterin (4 × 100 m)
- 2010: 2. Platz Deutsche Jugendmeisterschaften (100 m Hürden)
- 2011: Deutsche U20-Hallenmeisterin (60 m Hürden)
- 2011: 5. Platz Deutsche U20-Hallenmeisterschaften (4 × 200 m)
- 2011: Deutsche U20-Meisterin (100 m Hürden)
- 2012: Deutsche U20-Hallenmeisterin (60 m Hürden)
- 2012: 5. Platz Deutsche Meisterschaften (100 m Hürden)
- 2013: Deutsche U20-Hallenmeisterin (60 m Hürden)
- 2013: 4. Platz Deutsche Hallenmeisterschaften (60 m Hürden)
- 2013: Deutsche U20-Meisterin (100 m Hürden)
- 2013: 3. Platz Deutsche Meisterschaften (100 m Hürden)
- 2014: Deutsche U23-Meisterin (100 m Hürden)
- 2014: 3. Platz Deutsche Meisterschaften (100 m Hürden)
- 2015: Deutsche Vizemeisterin (100 m Hürden)
- 2017: 3. Platz Deutsche Meisterschaften (100 m Hürden)
- 2018: 3. Platz Deutsche Hallenmeisterschaften (60 m Hürden)

international
- 2010: 7. Platz Olympischen Jugendspiele (100 m Hürden)
- 2011: 5. Platz U20-Europameisterschaften (100 m Hürden)
- 2012: 4. Platz U20-Weltmeisterschaften (100 m Hürden)
- 2014: Halbfinalistin Europameisterschaften (100 m Hürden)
- 2015: 4. Platz U23-Europameisterschaften (100 m Hürden)